# Тур (футбольный клуб, Турек)
«Тур» Турек (пол. Tur Turek) — польский футбольный клуб из Турека. Из-за финансовых проблем Тур не получил лицензию, чтобы выступать во Второй лиге в сезоне 2013/2014, был перемещен на последнее место и исключен из лиги.

## Достижения
- Выход во Вторую лигу — 2007
- Выход в 1/16 финала кубка Польши — 2005/06 и 2006/07
- Победитель Великопольского раунда кубка Польши — 2004/05 и 2005/06
- Пятикратный обладатель кубка окружного футбольного союза в Конине

## Главные тренеры клуба
- Анджей Гренбош — 2000/01, 2001/02
- Пётр Мовлик — 2001/02 (выход в Третью лигу), 2002/03, 2003/04
- Яцек Махциньский — 2003/04
- Лукаш Мовлик — 2003/04
- Влодзимеж Тылак — 2003/04, 2004/05
- Леслав Цмикевич — 2005/06
- Пётр Петрашек — 2005/06
- Адам Топольский — 2006/07, 2007/08 (выход во Вторую лигу)
- Ежи Выробек — 2007/08 (выход в Первую лигу)
- Влодзимеж Тылак — 2008/09
- Пшемыслав Чехеж — 2008/09
- Мариан Куровский — 2008/09 (вылет во Вторую лигу), 2009/10
- Веслав Войно — 2009/10
- Пётр Зайончковский — 2009/10
- Томаш Вихнярек — 2010/11
- Ежи Выробек — 2010/11

## Тренерский штаб
- Ежи Выробек — главный тренер
- Мариуш Вахович — менеджер
- Себастьян Гвиздальский — массажист

## Руководство клуба
- Яцек Взорек — президент
- Станислав Латушевский — вице-президент
- Зенон Яженбский — вице-президент
- Анджей Изыдорчик — член совета директоров
- Марек Яцек — член совета директоров
- Славомир Кужава — секретарь